# Katalanische Feldhandball-Meisterschaft
Die Katalanische Feldhandball-Meisterschaft war die Meisterschaft im katalanischen Feldhandball. In den ersten Jahren hieß sie „Torneo Antonio Correa Véglisson“ benannt nach dem Zivilgouverneur von 1940 bis 1945 Barcelona Antonio Correa Veglison.

## Meister
| Jahr | Meister         | Resultat | Vizemeister       | Mannschaften |
| ---- | --------------- | -------- | ----------------- | ------------ |
| 1944 | FC Barcelona    | 7:3      | FJ Barcelona      | 11           |
| 1945 | FC Barcelona    | 44–32 P. | Ideal Vallvidrera | 13           |
| 1946 | FC Barcelona    | 40–37 P. | Ideal Vallvidrera | 8            |
| 1947 | FC Barcelona    | 45–41 P. | SEU Barcelona     | 9            |
| 1948 | SEU Barcelona   | 51–49 P. | FC Barcelona      | 10           |
| 1949 | FC Barcelona    | 39–26 P. | SEU Barcelona     | 8            |
| 1950 | UA Sant Gervasi | 49–49 P. | FC Barcelona      | 10           |
| 1951 | FC Barcelona    |          | UA Sant Gervasi   | 9            |
| 1952 | CF Badalona     | 24–24 P. | FC Barcelona      | 9            |
| 1953 | UA Sant Gervasi | 27–22 P. | CF Badalona       | 8            |
| 1954 | FC Barcelona    | 18–16 P. | BM Granollers     | 6            |
| 1955 | FC Barcelona    | 11:7     | CE Sabadell       | 8            |
| 1956 | BM Granollers   | 13:5     | CF Arrahona       | 5            |
| 1957 | FC Barcelona    | 17–13 P. | BM Granollers     | 6            |
| 1958 | FC Barcelona    | 16:11    | CF Arrahona       | 4            |
| 1959 | BM Granollers   |          | CE Sabadell       | 8            |

## Erfolgreichste Vereine
| Rang | Verein            | Meister | Zweiter | Titeljahre                                                 |
| ---- | ----------------- | ------- | ------- | ---------------------------------------------------------- |
| 1.   | FC Barcelona      | 10      | 3       | 1944, 1945, 1946, 1947, 1949, 1951, 1954, 1955, 1957, 1958 |
| 2.   | BM Granollers     | 2       | 2       | 1956, 1959                                                 |
| 3.   | UA Sant Gervasi   | 2       | 1       | 1950, 1953                                                 |
| 4.   | SEU Barcelona     | 1       | 2       | 1948                                                       |
| 5.   | CF Badalona       | 1       | 1       | 1952                                                       |
| 6.   | Ideal Vallvidrera | 0       | 2       |                                                            |
| 6.   | CE Sabadell       | 0       | 2       |                                                            |
| 6.   | CF Arrahona       | 0       | 2       |                                                            |
| 9.   | FJ Barcelona      | 0       | 1       |                                                            |